# Marlies Schönau
Marlies Schönau, auch Marlies Schoenau, (* 3. August 1923 in Sonneberg, Thüringen; † 11. Oktober 1995 in München, Bayern) war eine deutsche Schauspielerin und Hörspielsprecherin.

## Leben
Marlies Schönau erhielt ihre Schauspielausbildung an der Otto-Falckenberg-Schule in München. Sie hatte ihr Bühnendebüt in Regensburg; weitere Theaterstationen waren in den Folgejahren unter anderem Stuttgart, Augsburg, Wiesbaden, Bonn und Frankfurt/Main. In der Saison 1976/77 spielte sie am Ernst-Deutsch-Theater in Hamburg die Rolle der Olga Veygond in der Komödie Hinter dem Vorhang oder Genosse Veygond von Joseph Breitbach. In der Saison 1981/82 war sie, als Partnerin von Charles Regnier, mit dem Euro-Studio Landgraf mit dem Stück Der Favorit von Pierre Barillet auf Tournee.
Schoenau war seit Mitte der Fünfzigerjahre auch als Film- und Fernsehdarstellerin aktiv. Bei Film und Fernsehen trat sie meist nur sporadisch mit Nebenrollen in Erscheinung, jedoch übernahm sie gelegentlich auch Hauptrollen, meist Mütterrollen.
Bei der IMDb ist als ihr erster Fernsehauftritt ihre Rolle als die spätere Kaiserin Eugenie in Just Scheu und Ernst Nebhuts musikalischem Lustspiel Der Mann mit dem Zylinder gelistet, dessen Erstausstrahlung im Mai 1955 erfolgte.
In den Folgejahren wirkte Schönau häufig in Krimiserien und Kriminalfilmen mit. Unter der Regie von Fritz Umgelter verkörperte sie die weibliche Hauptrolle in den Fernsehkrimi Das Spinnennetz (1956), nach der Vorlage von Agatha Christie, in dem sie Clarissa Hailsham-Brown, eine „schnell reagierende Lady mit dem Hang, absurde Situationen zu erfinden“, spielte. In dem, im April 1960 erstausgestrahlten, Fernsehspiel Der Fehltritt, einer hintergründige Satire, die in einem kommunistischen Satellitenstaat auf dem Balkan spielt, war sie unter der Regie von Paul Verhoeven in der Rolle der Verena zu sehen. In dem zweiteiligen Fernsehfilm Mit Familienanschluss (1965), nach einem originellen Drehbuch von Willy Grüb, spielte sie die Hausfrau Erna Liesegang, die völlig mit den Nerven am Ende ist, da sie seit fünf Monaten keine Haushaltshilfe mehr hat, und ihren Ehemann und die drei Kinder alleine versorgen muss. In dem, im Dezember 1967 erstmals ausgestrahlten, Fernsehspiel Tee und etwas Sympathie, dessen literarische Vorlage bereits für das Kino unter dem Titel Anders als die anderen (1956) mit Deborah Kerr verfilmt worden war, übernahm Schönau, an der Seite von Christiane Hörbiger und Stefan Behrens, die Rolle der Lilly Sears.
Im SWF-Tatort: Wenn Steine sprechen (Erstausstrahlung: Februar 1972) war sie Frau Bernbacher, die Ehefrau des reichen Bauunternehmens Wolfgang Bernbacher. In der ZDF-Fernsehserie Der Kommissar war sie in der Kommissar-Folge Mit den Augen eines Mörders (Nr. 74), die im Juni 1974 erstausgestrahlt wurde, in einer der Episodenrollen zu sehen; sie verkörperte Frau Dorfmann, die Ehefrau des Mörders. Episodenrollen hatte sie auch in den Fernsehserien Das Kriminalmuseum (1963; als betrogene Ehefrau Hella Eggers in der Folge Die Frau im Nerz), Notarztwagen 7 (1977), St. Pauli-Landungsbrücken (1980) und Derrick
(1981; als Frau Röder, die Ehefrau und Schwiegermutter, in drei kurzen Szenen an der Seite von Hubert Suschka und Claudia Rieschel).
Schönau war auch in einigen Kino-Rollen zu sehen. In dem Aufklärungsfilm Die goldene Pille (1968) verkörperte sie die Frau Berner. In der Filmkomödie Oh Jonathan – oh Jonathan! (1973), mit Heinz Rühmann in der Hauptrolle, war sie Frau Benditz-Degenhart, die perlenschwingende Mutter der mondänen Braut eines Millionärssohns.
Neben ihrer Tätigkeit als Schauspielerin war Schönau intensiv als Hörspielsprecherin aktiv. Sie sprach Rollen in Märchen- und Kinderhörspielen (u. a. 1977; als Glashexe in Der kleine Häwelmann nach Theodor Storm), Kriminalhörspielen (u. a. in Dickie Dick Dickens, 1957–59; als D.D.D.s Braut Effi Marconi; mehrfach als Haushälterin Mrs. Hudson in den Sherlock-Holmes-Hörspielen) und in Radio-Krimis. Häufig wirkte sie in Radio-Produktionen des Bayerischen Rundfunks mit. Bekannt wurde sie als Hörspielsprecherin insbesondere auch durch ihre Rolle als Professorentochter Helen Lomax in der Terra Incognita-Reihe.

## Filmografie (Auswahl)
- 1955: Der Mann mit dem Zylinder (TV-Film; musikalisches Lustspiel)
- 1955: Molière spielt in Versailles (Fernsehspiel)
- 1956: Das Spinnennetz (Fernsehfilm)
- 1960: Der Fehltritt (Fernsehfilm)
- 1963: Hasenklein kann nichts dafür (Fernsehfilm)
- 1963; 1964: Das Kriminalmuseum (Fernsehserie, zwei Folgen)
- 1965: Mit Familienanschluss (Fernsehfilm)
- 1965: Nachruf auf Egon Müller (Fernsehfilm)
- 1966: Endkampf (Fernsehfilm)
- 1967: Till Eulenspiegel (TV-Miniserie)
- 1967: Tee und etwas Sympathie (Fernsehspiel)
- 1968: Die goldene Pille (Kinofilm)
- 1972: Tatort: Wenn Steine sprechen (Fernsehreihe)
- 1972: Die merkwürdige Lebensgeschichte des Friedrich Freiherrn von der Trenck[1] (Fernseh-Miniserie, eine Folge)
- 1973: Oh Jonathan – oh Jonathan! (Kinofilm)
- 1973: Der Vorgang
- 1973: Der Nervtöter (Fernsehserie)
- 1974: Der Kommissar: Mit den Augen eines Mörders (Fernsehserie, eine Folge)
- 1977: Notarztwagen 7: Die Prüfung (Fernsehserie, eine Folge)
- 1977: Nicht von gestern (Fernsehfilm)
- 1978: Hinter dem Vorhang (Theateraufzeichnung; Ernst-Deutsch-Theater Hamburg)
- 1978: Oh, diese Männer![18] (Fernsehspiel)
- 1978: Jauche und Levkojen (TV-Mehrteiler)
- 1980: St. Pauli-Landungsbrücken: Berufswechsel (Fernsehserie, eine Folge)
- 1981: Derrick: Der Kanal (Fernsehserie, eine Folge)
- 1987: Die Zeit des Birkenjungen (Kinofilm)
- 1990: Notenwechsel (Fernsehfilm)[19]

## Hörspiele (Auswahl)
Die ARD-Hörspieldatenbank enthält für den Zeitraum von 1949 bis 2012 (Stand: November 2023) 151 Datensätze, bei denen Marlies Schönau als Sprecherin geführt wird.
- 1962: Philip Levene: Terra Incognita (8 Teile) (Helen Lomax) – Regie: Wilm ten Haaf (Original-Hörspiel, Kriminalhörspiel, Science-Fiction-Hörspiel – BR)
- 1962: Arthur Conan Doyle: Der blaue Karfunkel oder Die Weihnachtsgans. Eine Sherlock-Holmes-Geschichte (Maggie Oakshott, James Ryders Schwester) – Regie: Heinz-Günter Stamm (Hörspielbearbeitung, Kriminalhörspiel – BR)
- 1966: Arthur Conan Doyle, Michael Hardwick: Der Hund von Baskerville. Nach einer Sherlock Holmes Geschichte (Mrs. Barrymore) – Regie: Heinz-Günter Stamm (Kriminalhörspiel – BR)
- 1966: Dorothy L. Sayers: Glocken in der Neujahrsnacht (4. Teil) (Mrs. Ashton) – Regie: Otto Kurth (Hörspielbearbeitung, Kriminalhörspiel – BR)
- 1983: Ödön von Horváth: Die Unbekannte aus der Seine (Lucille) – Regie: Peter M. Preissler (Hörspielbearbeitung – BR)